# Wapen van Oosterwierum

Wapen van Oosterwierum

Het wapen van Oosterwierum is het dorpswapen van het Nederlandse dorp Oosterwierum, in de Friese gemeente Súdwest-Fryslân. Het wapen werd in 1995 geregistreerd.

## Beschrijving
De blazoenering van het wapen luidt als volgt:
In azuur een toren van goud, met geknikte spits, met twee galmgaten boven in de toren, en een smal venster halverwege, staande op een terp van sinopel, beladen met drie penningen van goud, geplaatst 2 en 1; de toren aan weerszijden vergezeld van een paardekop met afhangende manen, alles van goud, de rechter omgewend.
De heraldische kleuren zijn: azuur (blauw), goud (goud) en sinopel (groen).

## Symboliek
- Toren op terp: staat voor de kerktoren van Oosterwierum.[3]
- Paardenhoofden: verwijzen naar de paardenmarkt van Oosterwierum. Hier verwijzen de penningen eveneens naar.[3]
- Wapenspreuk: ontleend aan de laatste regel van het dorpslied: "Libje foar- en meielkoar" (Leven voor- en met elkaar).[3]

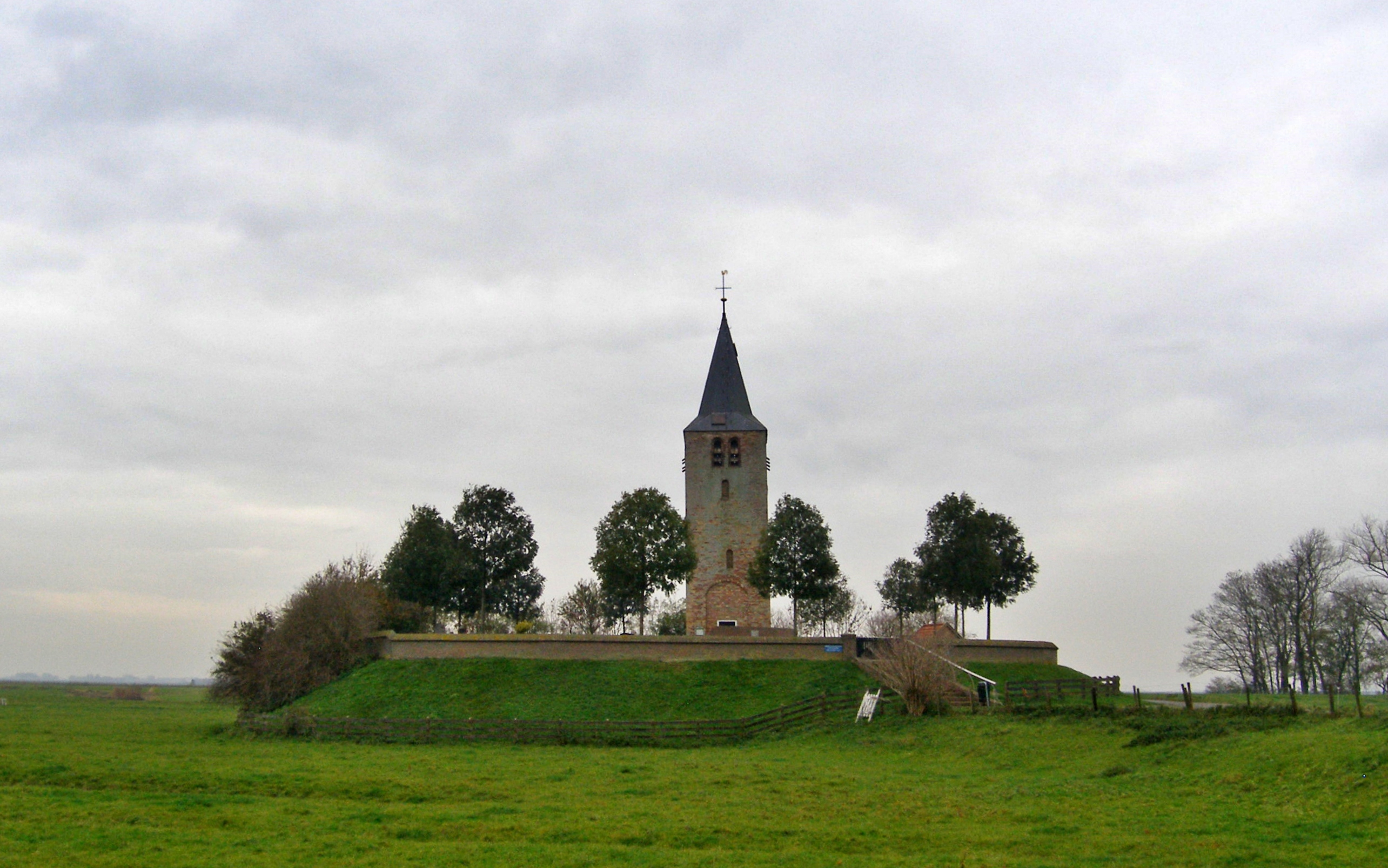
De kerktoren van Oosterwierum.

## Zie ook

Vlag van Oosterwierum